# Zerrenthin
Zerrenthin er en by og kommune i det nordøstlige Tyskland, beliggende i Amt Uecker-Randow-Tal i den sydøstlige del af Landkreis Vorpommern-Greifswald. Landkreis Vorpommern-Greifswald ligger i delstaten Mecklenburg-Vorpommern.

## Geografi
Zerrenthin er beliggende ved nordenden af en endemorænebue, der strækker sig fra Pasewalk til Löcknitz mellem Uecker- og Randowdalene. Nord for Zerrenthin finder man det fladere område Ueckermünder Heide. Kommunen ligger omkring syv kilometer øst for Pasewalk.

### Trafik
Zerrenthin har station på jernbanen mellem Bützow og polske Stettin (Szczecin). Bundesstraße B 104 går gennem Zerrenthin, fra Lübeck over Schwerin, Neubrandenburg og Pasewalk og videre over grænsen til Polen ved Linken med Stettin som endepunkt 35 kilometer væk.

## Eksterne kilder og henvisninger
- Wikimedia Commons har flere filer relateret til Zerrenthin
- Kommunens side på amtets websted
- Befolkningsstatistik mm Arkiveret 29. juli 2017 hos  Wayback Machine